# گرد فولس
گرد فولس (آلمانی: Gerd Völs؛ ۲۲ دسامبر ۱۹۰۹ – ۱۵ مارس ۱۹۹۱) قایقران روئینگ اهل آلمان بود.
وی در مسابقات کشوری و بین‌المللی در مجموع برندهٔ ۱ مدال برنز شده‌است.